# Grace Chanda
Grace Chanda (* 11. Juni 1997 in Ndola) ist eine sambische Fußballspielerin.

## Karriere

### Klub
Aus ihrer Heimat wechselte sie im Sommer 2022 von ZESCO United nach Spanien, wo sie nun für Madrid CFF aufläuft.

### Nationalmannschaft
Nach der U17, mit welcher sie an der U17-Weltmeisterschaft 2014 teilnahm, hatte sie ihr Debüt in der A-Nationalmannschaft im Jahr 2018, wo sie auch gleich im Kader der Mannschaft für den Afrika-Cup 2018 stand. Anschließend qualifizierte sie sich mit ihrer Mannschaft dann auch für die Olympischen Spiele 2020 und war maßgeblich mit ihren Toren am endgültigen Erfolg mitbeteiligt. Beim Turnier selbst sammelte sie mit ihren Mitspielerinnen jedoch nur einen Punkt und schied so in der Gruppenphase schon aus.
Das nächste Turnier war dann der Afrika-Cup 2022, wo sie selbst zwei Tore erzielte, mit ihrer Mannschaft am Ende aber im Halbfinale ausschied. Das Spiel um Platz drei gegen Nigeria konnte man dann aber noch gewinnen. Sie selbst wurde dann noch ins Team des Turniers gewählt. Da man es aber bis ins Halbfinale schaffte, qualifizierte man sich auch für die Teilnahme an der Weltmeisterschaft 2023.